# Epy Guerrero
Epy Guerrero (3 de enero de 1942 - 23 de mayo de 2013) fue un cazatalentos dominicano en el ámbito del béisbol que  firmó alrededor de 130 beisbolistas de los cuales más de 50 han sido jugadores de Grandes Ligas para los Astros de Houston, los Yankees de Nueva York, los Azulejos de Toronto y los Cerveceros de Milwaukee. Epy fue hermano del ex campocorto Mario Guerrero, y tiene 5 hijos, "Epy Jr.", "Patrick", "Joel", "Fred" y "Mike", los que jugaron béisbol de ligas menores.
Guerrero fue entrenador de los Azulejos de Toronto en 1981. Como cazatalentos de los Azulejos, Guerrero firmó a Tony Fernández y Carlos Delgado, e instó a la alta dirección del equipo a draftiar a George Bell desde los Filis de Filadelfia.
A Epy se le considera como el cazatalentos latinoamericano que más jugadores de Grandes Ligas ha firmado, incluyendo Silvestre Campusano, Tony Castillo, César Cedeño, Kelvim Escobar, Alcides Escobar, Junior Félix, Dámaso García, Alfredo Griffin, Nelson Liriano, José Mesa, Abraham Núñez, José Sosa, Luis Sojo y José Uribe.
Guerrero fue inducido al Salón de la Fama del Deporte Dominicano en octubre de 2008, y el 15 de enero de 2009, Guerrero recibió el "Legends in Scouting Award" de la Professional Baseball Scouts Foundation.
Falleció a los 71 años el 23 de mayo de 2013 por problemas hepáticos.

## Beisbolistas de Grandes Ligas firmados por Guerrero
Durante los 47 años en el servicio de scout, Guerrero trabajó para los Astros de Houston (1963-1973), Yankees de Nueva York (1974-1976), Azulejos de Toronto (1977-1995) y Cerveceros de Milwaukee (1996-2003). 52 de los beisbolistas que firmó, eventualmente llegaron a las Grandes Ligas.

### Houston Astros
- César Cedeño
- Jesús de la Rosa
- Al Javier
- Luis Pujols
- Luis Sánchez
- José Sosa
- Alex Taveras

### New York Yankees
- Juan Espino
- Jesús Figueroa
- Dámaso García
- Domingo Ramos
- Rafael Santana

### Toronto Blue Jays
- Carlos Almanzar
- Luis Aquino
- Gerónimo Berroa
- Tilson Brito
- Enrique Burgos
- Francisco Cabrera
- Sil Campusano
- Giovanni Carrara
- Tony Castillo
- Domingo Cedeño
- Pasqual Coco
- Francisco de la Rosa
- Carlos Delgado
- José Escobar
- Kelvim Escobar
- Junior Félix
- Tony Fernández
- Freddy García
- Beiker Graterol
- Toby Hernández
- José Herrera
- Edwin Hurtado
- Alexis Infante
- Luis Leal
- Nelson Liriano
- Fred Manrique
- Domingo Martínez
- Sandy Martínez
- José Mesa
- Julio Mosquera
- Pedro Muñoz
- Abraham Núñez
- Oswaldo Peraza
- Robert Pérez
- Luis Sojo
- William Suero
- Dilson Torres

### Milwaukee Brewers
- Alcides Escobar
- Hernán Iribarren
- Luis Martínez